# Barthélemy Chasse
Barthélemy Chasse, né à Naples en 1659 et mort à Marseille en 1720, est un peintre français spécialisé dans l'art religieux.

## Biographie
Barthélemy Chasse s'installe à Marseille en même temps que d'autres artistes étrangers tel que Michel Serre avec qui il partage les grands chantiers de commandes religieuses. De 1711 à 1717, il devient le peintre attitré de l'évêque de Marseille, Henri de Belsunce ; ainsi l'évêque possédait dans sa bibliothèque les trois tableaux suivants de ce peintre : Le Déluge, La Sortie de l'Arche et Le Sacrifice de Noé.

## Œuvres

### Œuvres dans les églises
- Allauch, église Saint-Sébastien : Vierge à l'Enfant avec saint Sébastien et saint Clair[2].
- Le Beausset, église : Vision de sainte Catherine[3].
- Marseille :
  - église Notre-Dame-du-Mont : La Fuite en Égypte[4], L'Atelier de Nazareth[5], L'Adoration des bergers[6] et Le Mariage de la Vierge[7] (ce dernier tableau était attribué au XIXe siècle à Michel Serre[8]) ;
  - église Saint-Pierre-ès-liens : La Pêche miraculeuse[9] ;
  - chapelle Notre-Dame de la Galline : Larmes de saint Pierre[10].

### Œuvres dans les collections publiques
- Aix-en-Provence : Vierge entourée d'anges apparaissant à saint François d'Assise.
- Marseille :
  - Extase de sainte Catherine de Sienne[11] ;
  - Vierge Mère[12] ;
  - le Christ présentant son cœur aux carmélites.

## Galerie

Œuvres de Barthélemy Chasse
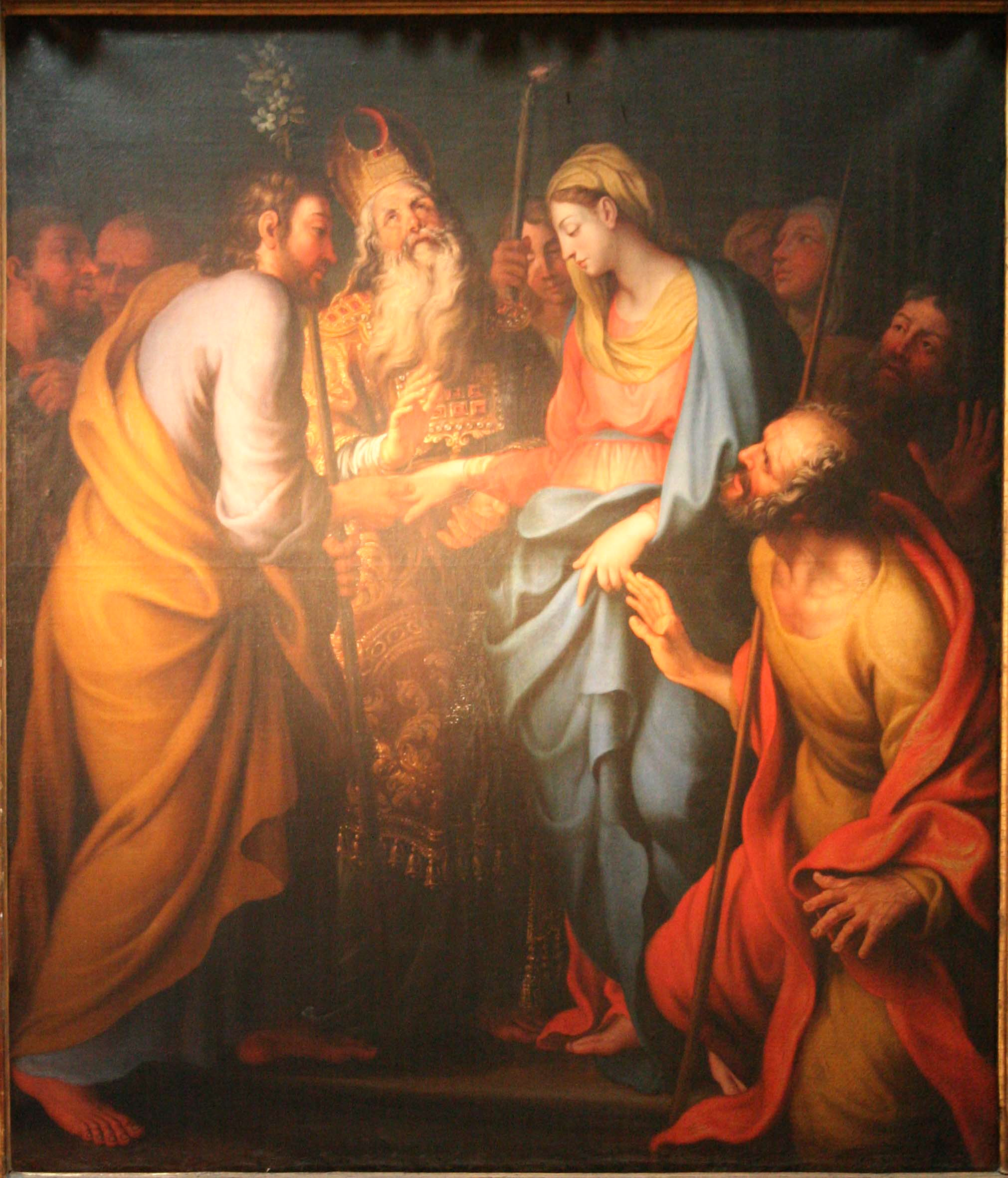
Mariage de la Vierge, Notre-Dame-du-Mont à Marseille.
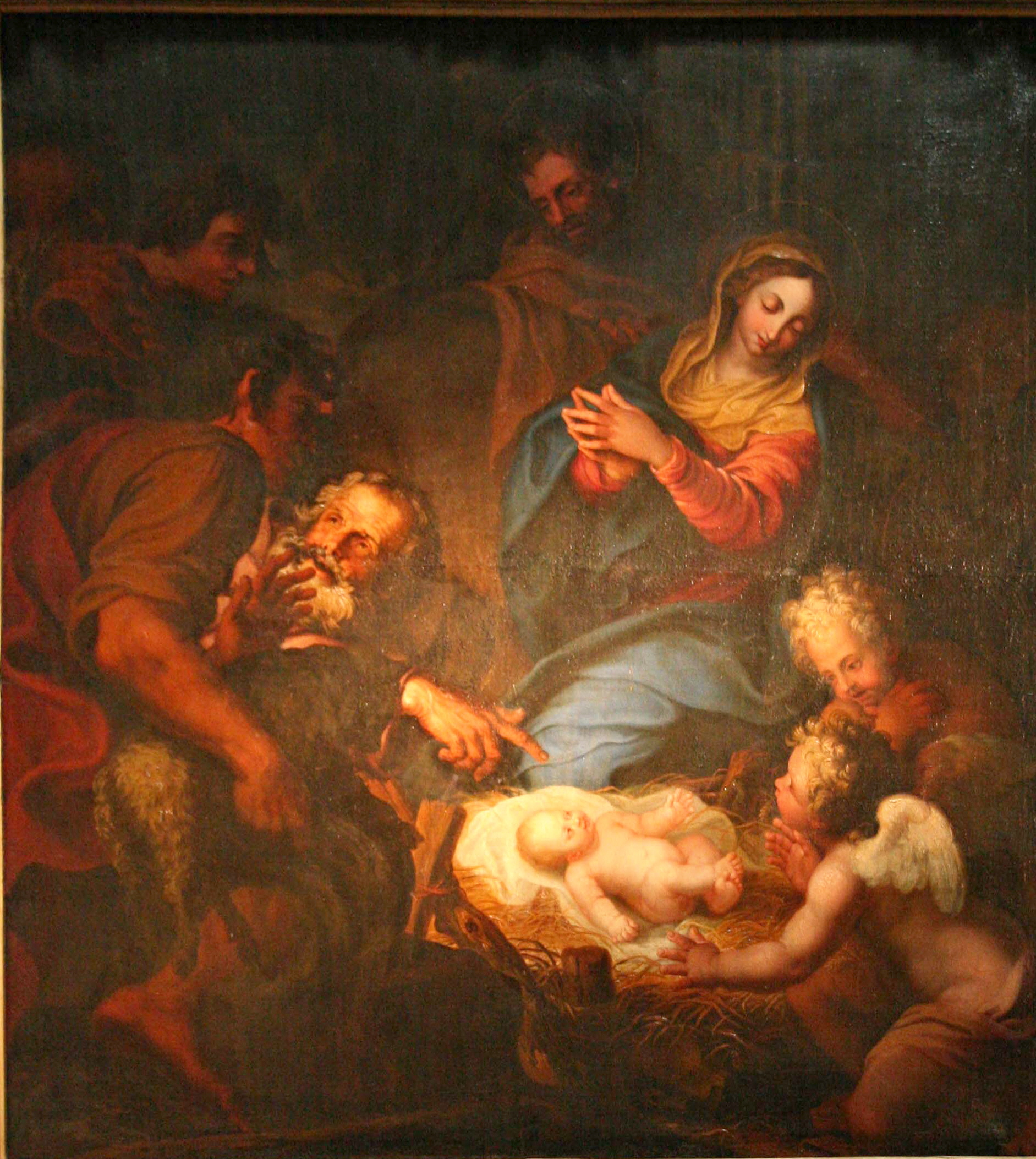
Adoration des bergers, Notre-Dame-du-Mont à Marseille.